# 1026 هـ
1026 هـ هي سنة في التقويم الهجري امتدت مقابلةً في التقويم الميلادي بين سنتي 1617 و1617.

## مواليد
- يبورك السملالي